# 百万乱数表
《百万乱数表》，全稱《一百万随机数与十万标准偏差》（英語：A Million Random Digits with 100,000 Normal Deviates），是一本由美國智庫兰德公司编写，1955年出版的随机数表。

## 概要
创建随机数表的工作从1947年开始，随机数通过对电子轮盘生成结果的再随机化得到。一个随机频率脉冲源平均每秒产生十万个脉冲，使用每秒一次的恒定频率脉冲对其进行采样。脉冲标准化电路将信号输入五位二进制计数器，输出相当于转动一个32格轮盘的结果。二—十进制转换器将32位中的20位转换为十进制（剩余12位被丢弃），最后保留得到的两位数的第二位。将最终数据输入IBM打孔卡机中。
这个列表对于提供随机数是一个重要的突破，因为在此之前从未有这样巨大且精制的列表。除了书籍形式，也可以订购列表的打孔卡版。这个随机数表主要应用于统计学和科学实验的设计中，尤其是使用蒙特卡洛方法的实验；在密码学中，譬如设计哈夫拉密码（Khafre cipher）时，随机数被用作“空袖数”（Nothing up my sleeve number）。这本书是从1920年代到1950年代制作的一系列随机数表的最后成员之一，随着高速计算机的发展，生成伪随机数比查阅随机数表更为快速。
2001年，这本书重新发行（ISBN 0-8330-3047-7），兰德公司执行副总裁迈克尔·里奇撰写了新的前言。在亚马逊的相应页面上，这本书收到了很多有趣的用户评价。
随机数和标准偏差可以免费从兰德公司的网站获得，网站还提供了书籍的文本，开头为：
1, 0, 0, 9, 7, 3, 2, 5, 3, 3, 7, 6, 5, 2, 0, 1, 3, 5, ... （OEIS數列A002205）

## 另見
- 隨機數生成器